# Simbandi Brassou
Simbandi Brassou est une localité du Sénégal, située dans le département de Goudomp et la région de Sédhiou, en Casamance.
Elle est traversée par la « route du Sud », la RN 6 qui relie Ziguinchor à Kolda.
C'est le chef-lieu de la communauté rurale de Simbandi Brassou et de l'arrondissement de Simbandi Brassou depuis la création de celui-ci par un décret du 10 juillet 2008. Auparavant Simbandi Brassou faisait partie de la région de Kolda.